# Понцано-Венето
Понцано-Венето (итал. Ponzano Veneto) — коммуна в Италии, располагается в провинции Тревизо области Венеция.
Население составляет 9760 человек, плотность населения составляет 444 чел./км². Занимает площадь 22 км². Почтовый индекс — 31050. Телефонный код — 0422.
Покровителем коммуны почитается san Gaetano. Праздник ежегодно проводится 7 августа.